# إنتل كور 2
انتل كور 2 (تنطق كور ديو ; بالإنجليزية:Intel Core 2) هي علامة تجارية  تشمل مجموعة واسعة من معالجات من عائلة   64 بت و x86-64 ، من صنف احادي و ثنائي و رباعي اللب ، على  أساس المعمارية المصغرة (لب Core). النماذج الخماسية وثنائية اللب هي من صنف  السياق-الأحادي ، اما  النماذج رباعية اللب  تتكون من اثنين من السياق-الأحادي ، كل منها يحتوي على اثنين من السياق-الأحادي ، كلها محزمة في وحدات رقائق, في البداية  انزلت  العلامة التجارية بنتيوم إلى السوق كور 2  متوسطة الأداء ، وتم تسويقه في  أجهزة الكمبيوتر المحمول و أجهزة الوحدة المركزية   (سطح المكتب)، في ذاك الوقت كانت حصة السوق يتقاسمها كل من  Pentium 4، Pentium D, و  Pentium M .
'انتل كور 2 ' علامة تجارية قدمت 27 تموز  2006،و التي كانت تتألف من  وحيد (أحادية اللب)، مزدوج (ثنائي اللب)، رباعي (رباعية اللب)، وفي عام 2007، تم معالجات تم تقديم  Intel Core 2 مع تقنية vPro  (المصممة للشركات) وتشمل فروع ثنائية النواة ورباعية النواة. بدأ هذا المعالج بالوصول إلى الأسواق العربية في أواخر 2006، ثم بدأ المنتوج ينتشر  في أوائل العام 2007 حيث  قامت  إنتل في هذا النوع من المعالجات والتي أسمتها Intel Core 2 Duo بزيادة الأداء وتخفيف في استهلاك الطاقة .

## ميزات هذا المعالج

### سرعة أقل لكن أداء أعلى
تحتوي هذه العائلة على العديد من المعالجات، لذلك تصنف من المعالجات متعددة النواة
معالجات الكور 2 تتراوح سرعاتها من 1.8 وحتى 2.66 جيجا هرتز– فيما عدا قسم الإكستريم Core2 Extreme -أما معالجات Pentium D فتتراوح سرعاتها من 2.66 وحتى 3.6 أي أن الفرق شاسع بالسرعة
وبالتالي كيف يكون كور 2 أسرع وأعلى أداءً من Dual Core Pentium D
نلاحظ مايلي:
إن Core 2 يحوي على عدد أقل من الترانزستورات الموجودة في معالجات Pentium D وهذا يعني خفضا كبيرا في استهلاك الطاقة وإمكانية أكبر لإضافة ترانزستورات جديدة تؤدي للوصول لمعدلات أداء أعلى على عكس البينتيوم دي والذي ربما وصل إلى حد لم يعد بالإمكان زيادة الأداء باستخدام نفس التكنولوجيا.

### بنية Core Architecture
وهو أحد أكبر التغييرات التي أجرتها إنتل على العائلة الجديدة، حيث استخدمت إنتل تقنية – بنية داخلية- جديدة ً لصناعة عائلة Core 2 وسميت هذه البنية الجديدة ببنية  Core Architecture والتي تختلف تماماً عن البنية الداخلية المستخدمة في Pentium D، حيث من المعروف أن معالج Pentium D يحتوي على معالجين من نوع Pentium 4 في نفس الشريحة وبالتالي فهو يعتمد على البنية القديمة Net Burst وهي بنية قديمة جداً لم تتغير منذ عدة سنوات
.ونلاحظ أنه في البنية الجديدة تستطيع كل وحدة ، معالجة أربع تعليمات في نفس اللحظة بينما كان هذا العدد 3 تعليمات في البينة السابقة، وهو ما سمي بميزة Intel® Wide Dynamic Execution ، وهذا يعني زيادة في سرعة التنفيذ بمقدار 33% عن البنية القديمة مما يقلل الحاجة لسرعات أعلى، فعندما نقول ان سرعة معالج هي 1 جيجا فهذا يعني انه يستطيع أن ينجز مليار نبضة ساعة في الثانية ولكن في البنية القديمة تستطيع تنفيذ ثلاثة تعليمات في كل نبضة ساعة بينما تستطيع في البنية الجديدة تنفيذ اربع تعليمات وبالتالي وباعتماد هذه الميزة فقط نستنتج أن معالج كور 2 بسرعة 2 جيجا هرتز أقوى من معالج بنتيوم دي  بسرعة 2.66 جيجا هرتز ,لكن بالطبع هناك العديد من المزايا الأخرى التي ستجعل المقارنة أبعد. 
التقليل من سرعة الميقت  وزيادة عدد التعليمات المنفذة في كل نبضة    يجنب  للمعالج  ، استهلك  طاقة أكبر، وأطلق حرارة ، وبالتالي مع تخفيض سرعة المعالج يصبح المعالج أكثر برودة، ,وأقل استهلاكاً للطاقة،  ومنه يصبح جهاز الكومبيوتر أكثر استقرارً خصوصاً في البيئات الحارة، وكذلك يستهلك طاقة كهربائية أقل وهذا يعني الكثير للشركات التي تحتوي مكاتبها على الآلاف من أجهزة الكومبيوتر، ولذا فإن معيار الأداء كل وات أو ما يسمى Performance per Watt معيار هام جداً وتتسابق على الفوز به كل من AMD و Intel .

### الذاكرة الداخلية
تقنية Intel® Advanced Smart Cache
بالنسبة لمعالجات Pentium D ذاكرة كاش 4 ميجا، وهذا يعني 2 ميجا لكل نواة داخلية، أما في المعالج الجديد Core 2 Duo فيذكر أن الذاكرة الكاش 4 ميجا، وهذا بسبب أنه في البنية القديمة، لكل نواة ذاكرة خاصة بها ولا تستطيع النواة الأخرى الاستفادة منها أبداً، أما في معالجات الكور 2 فتتشارك النواتين بالذاكرة ويستفيدون منها، وهذا يضيف كثيراً للأداء ويعطي ديناميكية وحرية في المعالجة لكل نواة بحسب الحاجة وضغط العمل عليها، ويقلل من أوقات الانتظار.

### مزود الطاقة الذكي
وهي تقنية متفوقة و جديدة ، حيث أن المعالج يتكون من عدة وحدات معالجة كل منها يقوم بمعالجة وتنفيذ نوعية معينة من التعليمات أو مرحلة معينة من التعليمة، وبالتالي يستطيع معالج انتل الكور 2  إطفاء الوحدات الغير مستخدمة وذلك للتخفيف من استهلاك الطاقة حتى في فترات الضغط، فمادام المعالج غير محتاج لوحدة معينة فسوف يتم إطفائها، وبالطبع تشغيلها وقت الحاجة.

### تقنية انتل الديناميكية للميقت
تغيير الميقت الديناميكي وهي تقنية طرحتها إنتل أول مرة في الأجهزة المحمولة عند طرح بيئة معالجات سنترينو، والآن هذه التقنية متاحة على الأجهزة المكتبية حيث تقوم بخفض سرعة المعالج حتى النصف في الفترات التي يخف فيها الضغط، وبالتالي توفر كما كبيراً من استهلاك الطاقة.
جميع معالجات انتل كور 2  تستخدم معدل طاقة منخفض مقارنة بالجيل السابق أو بمثيلاتها من أدفانسد مايكرو دفايسز، حيث تفيد الاختبارات أن تقنية Speed step نجحت في تخفيض استهلاك الطاقة حتى 30% مما يعني حتماً درجة حرارة أقل وبالتالي حاجة أقل لمراوح ذات سرعات عالية وصوت عالي.

### الممر الأمامي لنقل المعطيات FSB
سرعة الناقل الامامي في انتل كور 2 تبلغ 1066 فيما تبلغ 800 ميجاهرتز في بينتيوم دي، فكلما ازدادت سرعة الممر كلما ازدادت سرعة نقل المعلومات في النظام وبالتالي ازداد الأداء وهنا أيضاً تبلغ الزيادة مقدار 33% عن الجيل السابق، تحتاج لوحة أم تعمل بممر أمامي مقداره 1066 لتفعيل هذه الميزة وغالباً ما ستكون هذه اللوحة مزودة بشريحة إنتل 965، لكن إنتل طرحت معالجاً جديداً بسرعة ممر مقدارها 800 ميجاهرتز وهو E4300 وبسرعة 1.8.